# ریمستینگ
ریمستینگ (به آلمانی: Rimsting) یک شهر در آلمان است که در بایرن واقع شده‌است.

## خصوصیات
ریمستینگ ۲۰٫۰۰ کیلومترمربع مساحت دارد ۵۱۸-۶۹۹ متر بالاتر از سطح دریا واقع شده‌است.